# Рій (фільм, 1990)
«Рій» (рос. Рой) — радянський художній фільм за романом Сергія Алексєєва.

## Сюжет
Сибірський рід Заварзіних живе бджолиним промислом. Одного разу бджіл вразив кліщ, а на сім'ю Заварзіних посипалися нещастя: старший син спивається, середній збирається емігрувати, молодший божеволіє …

## У ролях
- Володимир Ільїн — дурник Артюша, прийомний син Заварзіна
- Чеслав Сушкевич — дід Альошка Заварзін
- Іван Агафонов — Василь Олексійович Заварзін
- Віктор Смирнов — Іона Заварзін
- Борис Галкін — Віктор Заварзін
- Сергій Паршин — Тимофій Заварзін
- Наталія Чуркіна — Валентина Заварзіна, дружина Тимофія
- Валерій Прохоров — Гриша Сиротін на прізвисько Барма
- Валентина Мороз — Таїсія, дружина Гриші
- Геннадій Гарбук — Іван Малишев
- Анатолій Узденський — капітан міліції Мелентьєв
- Олег Бєлов
- Сергій Фетисов — Сажин
- Олександр Ческідов
- Володимир Піскунов — лікар-психіатр

## Знімальна група
- Режисер — Володимир Хотиненко
- Сценарист — Володимир Хотиненко, Валерій Залотуха
- Оператор — Євген Гребнєв
- Композитор — Борис Петров
- Художники — Валерій Лукінов, Юрій Устинов